# 삼원여객
삼원여객(三元旅客)은 경기도 의왕시에 연고를 둔 서울특별시 관악구의 옛 시내버스 회사였고, 본사는 경기도 의왕시 고천동 81-1번지에 위치해 있었고, 사업자등록은 서울특별시 관악구 남현동 1061-23번지로 되어있었다. 차고지는 우신버스 옛 고천영업소이다.

## 주요 연혁
- 1968년 9월 1일: 대화여객(大和旅客)이라는 상호로 회사를 설립하였다.
- 1972년: 대화여객에서 삼원여객으로 상호가 변경되었다.
- 1975년: 차고지를 서울특별시 관악구 사당동에서 경기도 과천시로 이전하였다.
- 1979년: 차고지를 경기도 과천시에서 의왕시 고천동 81-1번지로 이전하였다.
- 1999년 12월 31일: 부실경영으로 인하여 서울특별시의 명령으로 퇴출과 동시에 폐업하였다. 동시에 도시형버스 97-2번(현 간선버스 441번으로 신사역까지 연장되어 운행 중이다.), 좌석버스 797번(현 간선버스 502번) 등은 2000년 초에 우신버스가 인수하여 운행개시하였고, 과천선 신설 이후 임의로 감차를 거듭해 출퇴근시간 외에는 보이지 않던 97-1번은 이때 공식적으로 폐선 처리된다. 삼원여객 고천 차고지는 우신버스 고천영업소가 되었다.

## 과거 운행노선
도시형버스
- 97-1번: 고천 ↔ 총신대학교
- 97-2번: 고천 ↔ 논현역《훗날 지선버스 4424번, 현 간선버스 441번》

좌석버스
- 797번: 고천 ↔ 신세계백화점《훗날 광역버스 9502번, 현 간선버스 502번》